# Microphaea griseata
Microphaea griseata là một loài bướm đêm trong họ Noctuidae.